# Marinaleda
Marinaleda je mesto in središče istoimenske občine v Španiji. Šteje približno 3000 prebivalcev. Nahaja se na jugu Španije v regiji Sevilla.
Od leta 1979 je še prav posebej poznana po unikatnemu družbeno-političnem in ekonomskem delovanju, saj je bila občina po padcu Francove diktature v Španijji preoblikovana v samoupravno zadrugo, kjer je bila vsa zemlja podružbljena in predana v popolno samoupravljanje občanom